# 咽頭結膜熱
咽頭結膜熱（いんとうけつまくねつ）とは、発熱、咽頭炎、結膜炎などを主症状とするアデノウイルス感染症。プールの水を媒介として感染しやすいことから、プール熱や咽頭結膜炎（いんとうけつまくえん）ともいわれる。

## 症状
主な症状は発熱、喉が腫れる咽頭炎、目が充血する結膜炎などである。生後14日以内の感染は重症化しやすく全身の感染症になる。
発熱
38℃から40℃の高熱が4日から1週間は続く。
咽頭炎
喉の腫れがひどい場合は扁桃腺炎になることもある。
結膜炎
結膜炎を伴う場合は目が真っ赤に充血する。眼に永続的な障害を残すことは通常はない。

## 感染経路
主な感染経路は飛沫感染と接触感染。ウイルスは感染力が非常に強く、口、鼻、喉、目の結膜から体内に入り感染する。一般的には乳幼児が多く感染する。

## 治療
ワクチンや特効薬はないため熱が下がるのを待つ対症療法（眼の症状が強い場合は眼科治療を含む）が中心である。食事や水分がとりにくくなり脱水症状になりやすいことから、水分補給や柔らかく刺激の少ない食事が必要になる。ぐったりしていたり反応が鈍い、意味不明の言動などの症状が現れた場合は速やかな受診が必要である。
熱が下がってもまだ体内にウイルスが存在しているため、症状がおさまっても2日間は登校してはいけない（指定伝染病→感染症の予防及び感染症の患者に対する医療に関する法律 五類感染症である）。

## 予防
- 外出から帰ってきたら石鹸で丁寧に手洗いする。
- プールから上がったときは洗眼をしてはならない。逆効果である[4]。
- タオル等は共有しない[1]。

## 学校関係の注意
- 学校保健法施行規則では、主要な症状がなくなってからも2日間は原則として出席停止となっている。
- 国立感染症研究所によると、症状が消えても約1か月間は尿や便にウイルスが排出されるという。ただ、熱が下がってから後はウイルスの感染力が非常に弱くなっており、現実的な選択として、（1か月間でなく）2日間の登校禁止とされているほか、結膜の充血がなく症状が喉の炎症と発熱だけであれば、医師の判断で登校できる。通常、医師は喉の粘膜から採取する病原体検査や血液検査を見て判断する。

## 「プール熱」の呼称について
「プール熱」の名称はプールや温泉施設の利用者間で感染が起きることがあることによる。しかし「プールが危険だと誤解を招きかねない」といった水泳競技関係者などから風評被害を懸念する意見や、感染経路はプール以外にも日常生活圏全体にあることから、2023年11月28日、日本水泳連盟などが厚生労働省に「プール熱」の名称を使用しないよう申し入れている。関係者と面会した塩崎彰久厚生労働大臣政務官は、「誤解が広がらないよう対応を考えたい」として表記の見直しなどに検討するとした。なお、申し入れの時点で厚生労働省のホームページでは「咽頭結膜熱」の表記が殆どで「プール熱」の表記は1か所に留まっていた。
申し入れを受けて、厚生労働省のホームページは12月5日以降「プール熱と呼ばれることもありましたが、近年ではタオルの共用が減った等の理由からプール利用における集団感染の報告は見られなくなってきています。」との表記に改められている。NHKでもこれを受けて「咽頭結膜熱＝いわゆるプール熱」としてきた表記を「咽頭結膜熱」に統一した。

## 関連法規
- 感染症法 - 5類感染症定点把握疾患
- 学校保健安全法 - 第二種伝染病